# Muthuswami Dikshitar
Muthuswami Dikshitar (* 24. März 1775 in Tiruvarur; † 21. Oktober 1835) war ein südindischer Dichter und Komponist. 
Dikshitar zählt neben Tyagaraja (1767–1847) und Syama Sastri (1762–1827) zum musikalischen Dreigestirn der karnatischen Musik. Seine Kompositionen, von denen etwa 500 bekannt sind, beeindrucken durch ihren kontemplativen Charakter und die Kunstfertigkeit der Anwendung der Ragaformen im Vina-Stil, der reich an musikalischen Verzierungen (gamakas) ist. Muthuswami Dikshitar signierte seine Kompositionen mit dem Namen Guruguha. Das Wort ist aus guru, „Lehrer“, und Guha zusammengesetzt, einem Beinamen des Gottes Subrahmanya: Dieser sei ihm, so Dikshitar, als Vision erschienen und habe ihn als Komponisten initiiert. Seine Kompositionen werden weithin bei klassischen Konzerten karnatischer Musik gesungen und gespielt.
Im Unterschied zu den beiden anderen Meistern dichtete Dikshitar nicht auf Telugu, sondern vornehmlich auf Sanskrit. Einige seiner Kritis (eine Form des karnatischen Liedes) sind auf Maipravalam, einer Kunstmischsprache aus Sanskrit und Malayalam verfasst.